# Keith Jardine
Keith Hector Jardine (Butte, 31 de outubro de 1975) é um ator, empresário e ex-lutador de artes marciais mistas norte-americano.
Jardine era conhecido por vitórias inesperadas em lutas que ele tomava em cima da hora contra lutadores altamente cotados. Suas melhores vitórias foram em disputas com ex-Campeões Meio Pesados do UFC e Hall da Fama do UFC Chuck Liddell e Forrest Griffin. O estilo de ataque pouco ortodoxo de Jardine adversários de pés errados, mas o deixou vulnerável em algumas competições cruciais para a carreira, e aos 30 e poucos anos ele efetivamente se aposentou das competições para se concentrar em um empreendimento comercial baseado em paleodieta. Com base na experiência como dublê e em papéis sem fala, Jardine se estabeleceu como ator no cinema e na televisão e atende pelo apelido de "the Dean of Mean".

## Biografia
Jardine nasceu em Butte (Montana), mudou-se para Oregon e finalmente se estabeleceu em Los Angeles, na Califórnia, onde frequentou a Canoga Park High School. Jardine jogou futebol americano e competiu na luta greco-romana no ensino médio com o treinador Rudy Lugo, e continuou a competir no Los Angeles Pierce College, depois nos dois últimos anos de faculdade como jogador de linha defensiva na New Mexico Highlands University, que tem um programa da Divisão II. Ele se formou em Desempenho Humano e Esporte pela New Mexico Highlands University. Antes de se concentrar em uma carreira nas artes marciais mistas, Jardine trabalhou como personal trainer, bombeiro, treinador de futebol americano, mineiro e caçador de recompensas. Ele também jogou rugby e competiu em torneios de alto nível wrestling depois da faculdade. Posteriormente, foi para Albuquerque, Novo México, onde começou a treinar MMA com Greg Jackson.
Em 2014, Jardine apareceu em um vídeo na internet que se tornou viral, onde ele começou a perseguir um ladrão e prendeu um cidadão.

## Carreira nas artes marciais mistas
Jardine fez sua estreia profissional nas artes marciais mistas em 2001, derrotando Amir Rahnavardi por finalização com uma chave de braço. Ele venceria cinco de suas próximas seis lutas, sofrendo uma derrota nocaute para Travis Wiuff aos seis segundos de luta, antes de estrear na organização japonesa Pancrase em 2003. A luta de Jardine no Pancrase, com Keiichiro Yamamiya, terminou empatada. Jardine derrotou seus dois oponentes seguintes, incluindo uma vitória por finalização sobre o lutador do Red Devil Sport Club Arman Gambaryan, antes de aparecer no The Ultimate Fighter 2.

### The Ultimate Fighter
Em 2005, Jardine foi escalado para o The Ultimate Fighter 2, um reality show criado pelo UFC, como um competidor do peso-pesado. Ele foi o primeiro peso-pesado a ser escolhido pelo treinador da equipe e então Campeão Peso-Médio do UFC Rich Franklin. Embora considerado um favorito para avançar para as finais da divisão dos pesados, Jardine não foi selecionado para lutar até as semifinais, onde foi derrotado por aquele que viria a vencer o reality show e seu futuro parceiro de sparring, Rashad Evans.

### Ultimate Fighting Championship
Jardine fez sua primeira aparição em um card oficial de luta do UFC no The Ultimate Fighter 2 Finale, derrotando o colega no TUF 2 na divisão dos pesados Kerry Schall por nocaute técnico devido a chute nas pernas. Jardine foi contratado pelo UFC e, posteriormente, desceu de categoria, indo para a divisão dos meio-pesados. Sua próxima aparição foi no UFC 57 onde derrotou Mike Whitehead, outro competidor do The Ultimate Fighter 2, por decisão unânime.
Em abril de 2006, Jardine lutou contra o finalista do The Ultimate Fighter 1 Stephan Bonnar no Ultimate Fight Night 4. Jardine perdeu a luta em parte devido a uma decisão unânime muito controversa, mas ganhou uma grande quantidade de fãs e apoio da mídia após a luta. Após a luta, Jardine afirmou: "Todo mundo sabe que aquela luta de Bonnar deveria ter sido minha luta [...] Eu ainda sou abordado todos os dias sobre isso. Estou 3-1, mas não necessariamente vejo dessa maneira."
Em seguida, Jardine enfrentou o Wilson Gouveia do American Top Team no The Ultimate Fighter 3 Finale. Embora Joe Rogan, comentarista do UFC, acreditasse que havia perdido o primeiro round, Jardine conseguiu se recuperar e derrotar Gouveia por decisão unânime após três rounds. Jardine foi então escalado para lutar contra Mike Nickels, um lutador dos meio-pesados no The Ultimate Fighter 3, mas Nickels foi forçado a se retirar devido a uma lesão nas costas. Em vez disso, ele enfrentou o vencedor do The Ultimate Fighter 1 na categoria dos meio-pesados Forrest Griffin no UFC 66. Apesar de ser considerado um azarão na luta, Jardine conseguiu uma vitória por nocaute técnico no primeiro round depois de derrubar Forrest, em seguida, pegou a guarda completa e levou muitas mãos direitas por cima para causar a paralisação. No UFC 71, Jardine estava escalado para enfrentar o novato do UFC Houston Alexander. Durante sua entrevista pré-luta, Jardine reclamou de ser colocado contra um estreante desconhecido, acreditando que merecia um adversário de maior destaque. Durante a luta, Jardine rapidamente derrubou Alexander com um soco, mas o recém-chegado prontamente se levantou e nocauteou Jardine apenas 48 segundos do primeiro round em uma grande virada.

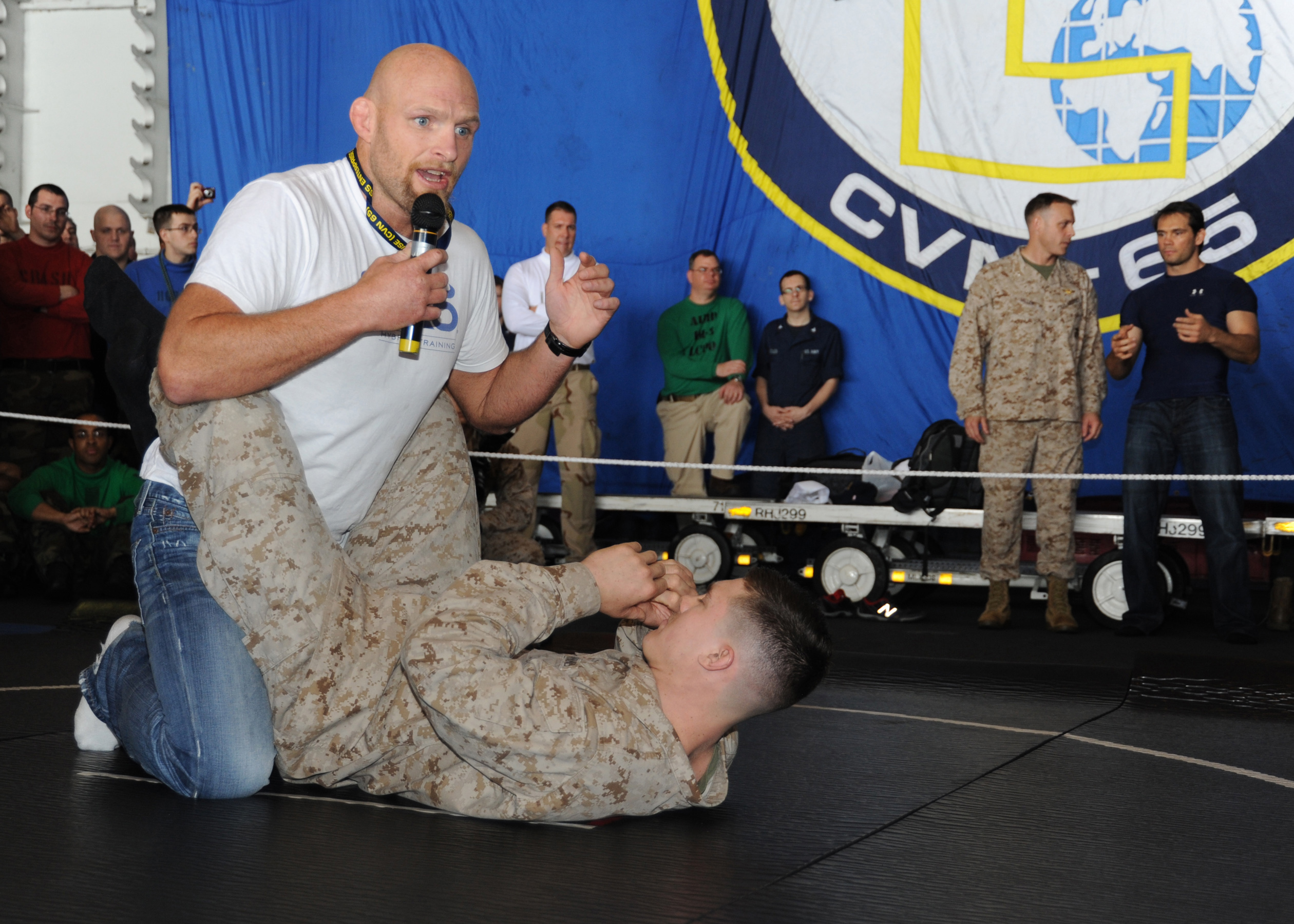
Jardine a bordo do USS Enterprise (CVN-65) demonstrando técnicas de luta durante uma turnê pela USO

Jardine então enfrentou o ex-Campeão Meio-Pesado do UFC Chuck Liddell no UFC 76. A luta foi a primeira luta de Liddell desde que perdeu o cinturão para Quinton Jackson. Jardine acertou vários chutes descontrolados e vários chutes no corpo para o lado de Liddell durante toda a luta, que foi gasta quase totalmente nos pés. A luta foi decidida por decisão dividida a favor de Jardine, transformando-o em um dos principais candidatos ao cinturão dos meio-pesados do UFC. Primeiro, porém, Jardine enfrentou o ex-Campeão Peso-Médio do PRIDE Wanderlei Silva. Wanderlei atacou Jardine com socos e o nocauteou apenas 36 segundos do primeiro round. Jardine precisou ser socorrido após a luta e foi encaminhado ao hospital local para observação.
Após essa derrota, Jardine enfrentou Brandon Vera no UFC 89. Embora parecesse que Vera tinha machucado o joelho de Jardine com um chute frontal no segundo round, Jardine acabou vencendo Vera por decisão dividida. Em entrevista pós-luta, Jardine afirmou que a lesão foi leve. Com a vitória, Jardine ganhou uma chance em Quinton Jackson no UFC 96. Embora a luta tenha sido considerada uma luta de eliminação para a disputa do título, Jardine e o ex-Campeão Meio-Pesado do UFC Rashad Evans eram amigos íntimos e parceiros de treinamento e ambos afirmaram que não iriam lutar um contra o outro. Em uma luta acirrada, Jardine perdeu por decisão unânime. A luta ganhou o prêmio de Luta da Noite, ganhando um bônus de US$60.000.
Em seguida, Jardine enfrentou o lutador brasileiro Thiago Silva no UFC 102. Jardine foi nocauteado em 1min35s do primeiro round.
Jardine sofreu seu segundo nocaute consecutivo e a terceira derrota consecutiva para Ryan Bader em 21 de fevereiro de 2010, no UFC 110.  Depois de ser atingido por um direto de direita de Bader, ele recebeu uma joelhada voadora nas costelas e, em seguida, um soco de gancho no queixo que o nocauteou, aos dois minutos do terceiro round.
Jardine enfrentou Matt Hamill em 19 de junho de 2010, no The Ultimate Fighter: Team Liddell vs. Team Ortiz Finale. Ele perdeu a luta por decisão majoritária, em uma luta que lhe rendeu o prêmio de Luta da Noite. Posteriormente, ele foi liberado pelo UFC em 24 de junho de 2010.

## Cartel no MMA
| Cartel no MMA   |             |             |
| 30 lutas        | 17 vitórias | 11 derrotas |
| Por nocaute     | 8           | 6           |
| Por finalização | 2           | 0           |
| Por decisão     | 7           | 5           |
| Empates         | 2           | 2           |

| Res.    | Cartel  | Oponente           | Método                              | Evento                                                    | Data       | Round | Tempo | Local                        | Notas                                                           |
| ------- | ------- | ------------------ | ----------------------------------- | --------------------------------------------------------- | ---------- | ----- | ----- | ---------------------------- | --------------------------------------------------------------- |
| Derrota | 17–11–2 | Roger Gracie       | Decisão (unânime)                   | Strikeforce: Rockhold vs. Kennedy                         | 14/07/2012 | 3     | 5:00  | Portland, Oregon             |                                                                 |
| Derrota | 17–10–2 | Luke Rockhold      | Nocaute Técnico (socos)             | Strikeforce: Rockhold vs. Jardine                         | 07/01/2012 | 1     | 4:26  | Las Vegas, Nevada            | Estreia no peso-médio. Pelo Cinturão Peso-Medio do Strikeforce. |
| Empate  | 17–9–2  | Gegard Mousasi     | Empate (majoritário)                | Strikeforce: Diaz vs. Daley                               | 09/04/2011 | 3     | 5:00  | San Diego, Califórnia        | Mousasi perdeu um ponto devido a um chute ilegal.               |
| Vitória | 17–9–1  | Aron Lofton        | Nocaute Técnico (socos)             | Fresquez Productions                                      | 04/03/2011 | 1     | 3:30  | Albuquerque, Novo México     |                                                                 |
| Vitória | 16–9–1  | Francisco France   | Decisão (unânime)                   | Nemesis Fighting: MMA Global Invasion                     | 10/12/2010 | 3     | 5:00  | Punta Cana                   |                                                                 |
| Derrota | 15–9–1  | Trevor Prangley    | Decisão (dividida)                  | Shark Fights 13: Jardine vs Prangley                      | 11/09/2010 | 3     | 5:00  | Amarillo, Texas              |                                                                 |
| Derrota | 15–8–1  | Matt Hamill        | Decisão (majoritária)               | The Ultimate Fighter: Team Liddell vs. Team Ortiz Finale  | 19/06/2010 | 3     | 5:00  | Las Vegas, Nevada            | Luta da Noite.                                                  |
| Derrota | 15–7–1  | Ryan Bader         | Nocaute (joelhada voadora e soco)   | UFC 110                                                   | 21/02/2010 | 3     | 2:10  | Sydney                       |                                                                 |
| Derrota | 15–6–1  | Thiago Silva       | Nocaute (socos)                     | UFC 102                                                   | 29/08/2009 | 1     | 1:35  | Portland, Oregon             |                                                                 |
| Derrota | 15–5–1  | Quinton Jackson    | Decisão (unânime)                   | UFC 96                                                    | 07/03/2009 | 3     | 5:00  | Columbus, Ohio               | Luta da Noite.                                                  |
| Vitória | 15–4–1  | Brandon Vera       | Decisão (dividida)                  | UFC 89                                                    | 18/10/2008 | 3     | 5:00  | Birmingham                   |                                                                 |
| Derrota | 14–4–1  | Wanderlei Silva    | Nocaute (socos)                     | UFC 84                                                    | 24/05/2008 | 1     | 0:36  | Las Vegas, Nevada            |                                                                 |
| Vitória | 14–3–1  | Chuck Liddell      | Decisão (dividida)                  | UFC 76                                                    | 22/09/2007 | 3     | 5:00  | Anaheim, Califórnia          |                                                                 |
| Derrota | 13–3–1  | Houston Alexander  | Nocaute (socos e joelhadas)         | UFC 71                                                    | 26/05/2007 | 1     | 0:48  | Las Vegas, Nevada            |                                                                 |
| Vitória | 13–2–1  | Forrest Griffin    | Nocaute (socos)                     | UFC 66: Liddell vs. Ortiz                                 | 30/12/2006 | 1     | 4:41  | Las Vegas, Nevada            | Nocaute da Noite.                                               |
| Vitória | 12–2–1  | Wilson Gouveia     | Decisão (unânime)                   | The Ultimate Fighter: Team Ortiz vs. Team Shamrock Finale | 24/06/2006 | 3     | 5:00  | Las Vegas, Nevada            |                                                                 |
| Derrota | 11–2–1  | Stephan Bonnar     | Decisão (unânime)                   | UFC Fight Night 4                                         | 06/04/2006 | 3     | 5:00  | Las Vegas, Nevada            |                                                                 |
| Vitória | 11–1–1  | Mike Whitehead     | Decisão (unânime)                   | UFC 57: Liddell vs. Couture 3                             | 04/02/2006 | 3     | 5:00  | Las Vegas, Nevada            | Estreia nos meio-pesados.                                       |
| Vitória | 10–1–1  | Kerry Schall       | Nocaute Técnico (chutes nas pernas) | The Ultimate Fighter 2 Finale                             | 05/11/2005 | 2     | 3:28  | Las Vegas, Nevada            |                                                                 |
| Vitória | 9–1–1   | Arman Gambaryan    | Finalização (chave de braço)        | M-1 MFC: Heavyweight GP                                   | 04/12/2004 | 1     | 2:37  | Moscou                       |                                                                 |
| Vitória | 8–1–1   | Tom Elrite         | Nocaute (socos)                     | Independent Event                                         | 13/11/2004 | 1     | 2:50  | Novo México                  |                                                                 |
| Vitória | 7–1–1   | Brian Bair         | Nocaute Técnico (socos)             | Venom: First Strike                                       | 18/09/2004 | 1     | 2:02  | Huntington Beach, Califórnia |                                                                 |
| Empate  | 6–1–1   | Keiichiro Yamamiya | Empate                              | Pancrase - Hybrid 8                                       | 04/10/2003 | 2     | 5:00  | Osaka                        |                                                                 |
| Vitória | 6–1     | George Allen       | Decisão (unânime)                   | KOTC 24: Mayhem                                           | 14/06/2003 | 2     | 5:00  | Albuquerque, Novo México     |                                                                 |
| Vitória | 5–1     | Allan Sullivan     | Nocaute Técnico (socos)             | KOTC 21: Invasion                                         | 21/02/2003 | 2     | 1:56  | Albuquerque, Novo México     |                                                                 |
| Vitória | 4–1     | Bryan Pardoe       | Nocaute (socos)                     | KOTC 20 - Crossroads                                      | 15/12/2002 | 1     | 1:09  | Bernalillo, Novo México      |                                                                 |
| Vitória | 3–1     | Philip Preece      | Decisão (unânime)                   | KOTC 14 - 5150                                            | 19/06/2002 | 2     | 5:00  | Bernalillo, Novo México      |                                                                 |
| Derrota | 2–1     | Travis Wiuff       | Nocaute (soco)                      | EC 46                                                     | 16/02/2002 | 1     | 0:06  | Clive, Iowa                  |                                                                 |
| Vitória | 2–0     | Abe Andujo         | Nocaute Técnico (socos)             | Rage in the Cage 31                                       | 07/11/2001 | 1     | 1:20  | Phoenix, Arizona             |                                                                 |
| Vitória | 1–0     | Amir Rahnavardi    | Finalização (chave de braço)        | GC 5                                                      | 19/08/2001 | 1     | 2:44  | Denver, Colorado             |                                                                 |